# Smethwick
Smethwick è una località della contea delle West Midlands, in Inghilterra, già comune fino al 1966.